# Mid Sweden University

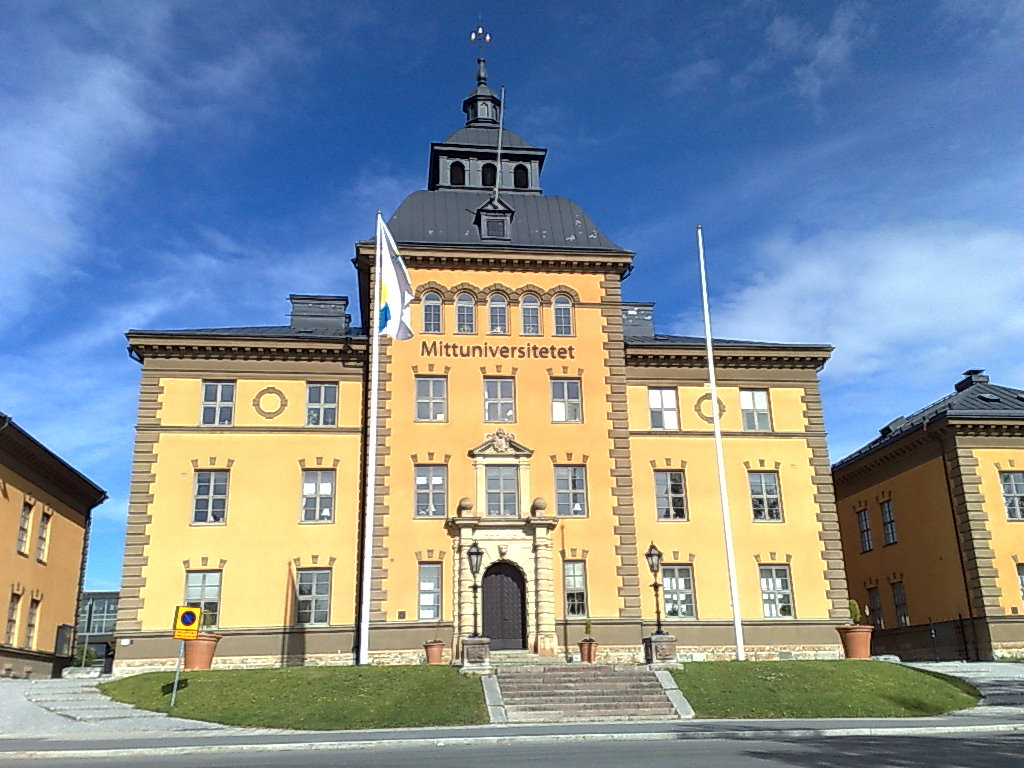
Campus en la ciudad de Östersund

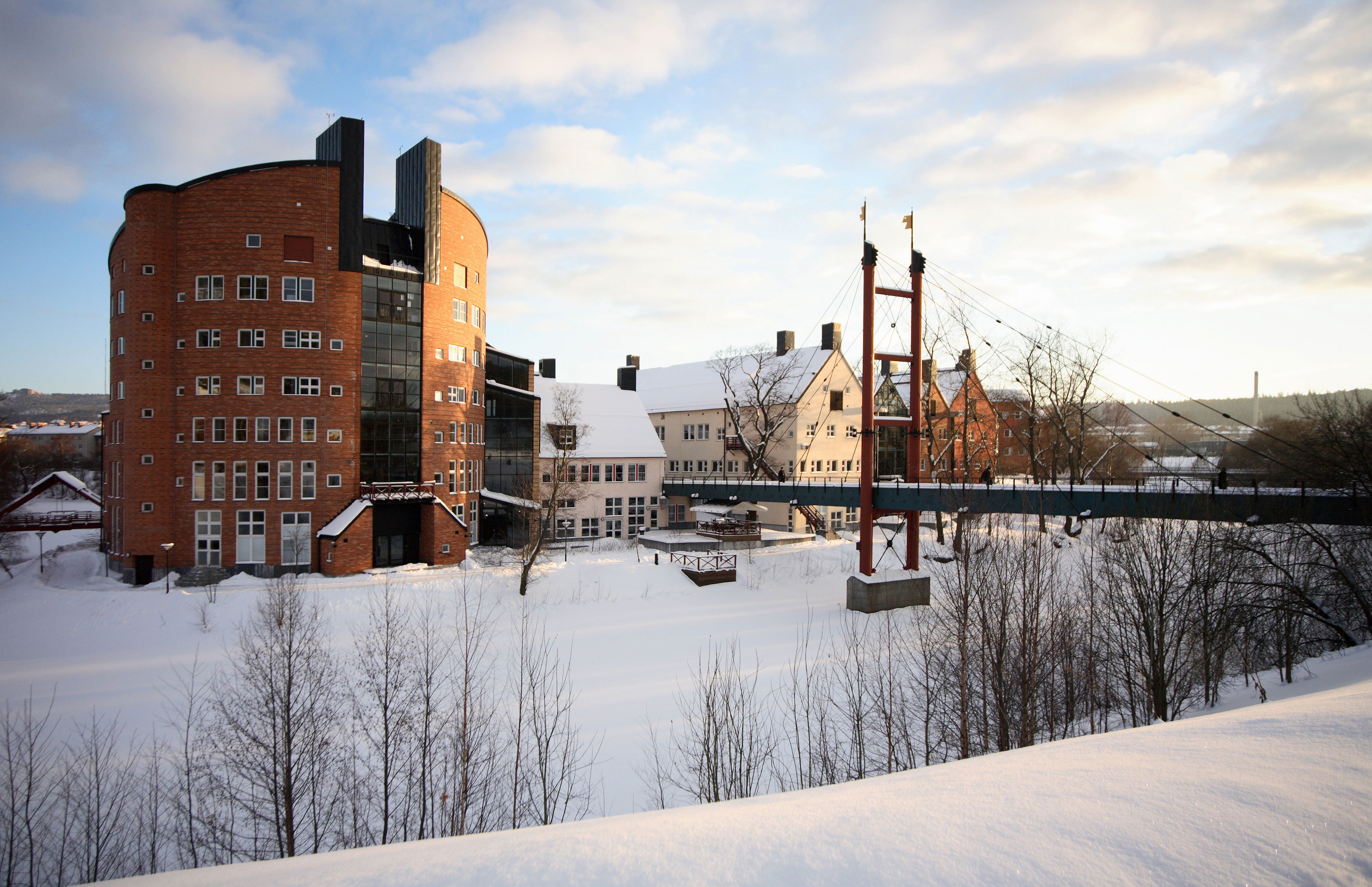
Campus en la ciudad de Sundsvall

Mid Universidad de Suecia (Mittuniversitetet) es una universidad estatal sueca localizada en la región alrededor del centro geográfico de Suecia, con dos campus en las ciudades de Östersund y Sundsvall, (hasta que verano 2016 también en la ciudad de Härnösand).

## Historia
Creado el 1 de julio de 1993, la institución era originalmente llamada Mid Suecia Universidad Universitaria (Mitthögskolan) y era el resultado de una fusión entre la Universidad Universitaria de Sundsvall/Härnösand (Högskolan i Sundsvall/Härnösand) y la Universidad Universitaria de Östersund (Högskolan i Östersund). Las dos universidades universitarias habían sido fundadas en 1977, con raíces en la Escuela de trabajo social que empezado en 1971 en la ciudad de Östersund, y en el Folk seminario de profesor del instituto y el náutico entrenando/escuela naval que estuvo lanzado en 1842 en la ciudad de Härnösand. El 1 de julio de 1995, el Sundsvall/Örnsköldsvik y Östersund Universidades de Ciencias de Salud (Vårdhögskolor) era también incorporó.
En 2001 Mid Universidad de Suecia fue acreditada como estado universitario en el área de ciencias naturales de investigación incluida IT, y era así titulado para emitir grados de doctorado. Los empleados que llevaba a cabo estudios doctorales antes de eso, fueron matriculados en otras universidades, donde tuvieron su supervisor principal, pero también localmente supervisados en Mid Suecia Colegio Universitario. Efectivamente, el 1 de enero de 2005, el gobierno de Suecia concedió a la institución el derecho de llamarse universidad y el nombre de la escuela cambió a Universidad Mid de Suecia (Mittuniversitetet).

## Organización
Mid Universidad de Suecia tiene dos áreas de investigación autorizadas (vetenskapsområden), organizadas bajo la Facultad de Ciencia, Tecnología y Medios de comunicación (desde entonces 2001), y la Facultad de Ciencias Humanas (desde entonces 2005) respectivamente. La educación y la investigación también son organizadas bajo la Facultad de Ciencias Educativas (lärarutbildningsnämnden).
La universidad fue organizada en ocho departamentos, de los cuales cuatro es multi-departamentos de campus:
- Facultad de Ciencias Humanas:
  - Departamento de Humanidades
  - Departamento de Ciencias Sociales
  - Departamento de Trabajo Social
  - Departamento de Ciencias de Salud
- Facultad de Ciencia, Tecnología y Medios de comunicación:
  - Departamento de Tecnología de Información y Medios de comunicación
  - Departamento de Ciencias Naturales
  - Departamento de Ingeniería, Física y Matemática
- Facultad de Ciencias Educativas:
  - Departamento de Educación

## Educación
La universidad ha ofrecido grado de administración (kandidatexamen) y el grado del Máster sueco (magisterexamen, un año) en una gama ancha de temas desde 1994,el grado de doctorado (doktorsexamen y licentiatexamen) desde entonces 2001, y el grado del máster Internacional (masterexamen, dos años) según el Modelo Bologna desde entonces 2005. Mid Universidad de Suecia también ofrece grados profesionales dentro de Maestros de Ciencia e Ingeniería (civilingenjörsexamen, similares a ingeniero de Diploma alemán) desde entonces 2003, y tan ingeniero, profesor, enfermero, enfermero de especialista, agente de bienestar/de trabajador social (socionom), periodista y, de 2008, Psicólogo.
Los dos campus principales de la universidad tienen foco diferente pero con algún overlap. El Sundsvall el campus tiene una escuela de educación y ofrece varios cursos en las humanidades y artes. También tiene una gama ancha de cursos y grados en las ciencias técnicas y naturales y periodismo. El Östersund foco de campus encima grados de licenciado en turismo, cuidado de salud, trabajo social y administración pública. Campus Östersund también tiene Suecia único ecotechnology programa. Además el encima, la educación y la búsqueda dentro de tecnología de impresión digital está localizada a la ciudad de Örnsköldsvik.
La institución es también bien sabido para una gama ancha de web-educación de distancia basada.

## Número de empleados
En año escolar 2009/2010, la universidad tuvo 21,476 alumnos de grado (incluyendo alumnado máster) con 4,000 de ellos localizados en Östersund, 4,000 en Sundsvall, 2,000 en Härnösand y el resto está aprendiendo a distancia. La universidad tiene 235 alumnos de doctorado, aproximadamente 800 profesores, del cual 80 era empleó profesores, y totalmente más de 1000 empleados.

### Rectorespasados (Sundsvall)[5]
- 1993–1994 Alf Gunnmo
- 1994–1999 Kari Marklund
- 1999 (suplente) Alf Gunnmo
- 1999–2003 Gunnar Svedberg
- 2003 (suplente) Pia Sandvik Wiklund
- 2003–2008 Thomas Lindstein
- 2008 (suplente Håkan Wiklund
- 2008-2016 Anders Söderholm

### Pasados prorectores (Östersund)[5]
- 1993–1999 Alf Gunnmo
- 1999 (suplente) Sture Pettersson
- 1999–2002 Esteras Ericson
- 2002–2005 Pia Sandvik Wiklund
- 2003 (suplente) Sture Pettersson
- 2005–2006 (suplente) Sture Pettersson
- 2006— Håkan Wiklund
- 2008 (suplente) Sture Pettersson

## Doctores Honorarios en Mid Universidad de Suecia
- 2001 – Thorbjörn Fälldin
- 2002 – Kenway Herrero
- 2004 – Sverker Martin-Löf
- 2006 – Bodil Malmsten y Bengt Saltin
- 2008 – Magdalena Forsberg y Lars Näsman
- 2010 – Kenneth Eriksson, Erik Fichtelius, Björn Fjæstad y Jan Stenberg

## Alumnos Famosos
Aquí hay una lista de personas quiénes han recibido atención de medios de comunicación nacionales, y ha estudiado cualquiera en Mid Universidad de Suecia, o uno de las universidades que más tarde formados Mid Universidad de Suecia.
- Jerry Ahrlin, esquiador
- Abir Al-Sahlani, Parlamentario
- Berit Andnor, Ministro anterior para Asuntos Sociales y Parlamentario
- Reda Bentebra, jugador de baloncesto
- Marcus Bohlin, escritor de editorial en Sundsvalls Tidning
- Helena Jonsson, biathlete
- Mari Jungstedt, periodista y autor
- Jan Helin, periodista y el editor-en-jefe de Aftonbladet desde entonces 2008
- Anna-Karin Kammerling, #nadador
- Mikaela Laurén, #nadador y boxeador
- Göran Lundstedt, teólogo, sacerdote y científico político
- Karin Mattsson, Presidente de la Confederación de Deportes sueca desde entonces 2005
- Melodie MC (Kent Lövgren), Eurodance rapper
- Ylva Nowén, esquiador Alpino y comentarista experto
- Linda Olofsson, televisión-periodista
- Anna Ottosson, esquiador Alpino
- Roger Haddad, Parlamentario
- Fadime Sahindal
- Anders Södergren, cruz-esquiador de país
- Ola Söderholm, periodista y comediante
- Åsa Torstensson, Parlamentario y Ministro anterior para Transporte 2006@–2010.
- Fredrik Wikingsson, periodista y anfitrión de televisión
- Gina Dirawi, comediante y tv anfitrión